# Erysthia obliquata
Erysthia obliquata är en fjärilsart som beskrevs av Walker 1862. Erysthia obliquata ingår i släktet Erysthia och familjen nattflyn. Inga underarter finns listade i Catalogue of Life.